# Тапи Гендаргеноевский
Та́пи Гендаргено́евский (чечен. ТӀапи, также известен как Наиб Тапи; род. прим. 1780, Урус-Мартан, Чечня — 1847, Дуба-Юрт, Северо-Кавказский имамат) — чеченский военачальник первой половины XIX века, наиб имама Шамиля; в 1840-х годах возглавлял Гехинское наибство.

## Биография
Родился в 1780-х годах в селении Батал-котар (ныне Батал-юкъ, расположенный в центре города Урус-Мартан). Выходец из рода Батал-некъе тайпа Гендарганой, который считается основателем Урус-Мартана. После избрания в Шамиля имамом Чечни и Дагестана в 1840 году, был назначен наибом Гехинского участка. Погиб в 1847 году при осаде царскими войсками селения Дуба-Юрт.
Упоминается в Кавказском сборнике:

«Жители Урус-Мартана, перешедшие в леса на левый берег верхнего Мартана, в это время управлялись наибом Иссою, а Гехинские наибом Тапи. Тапи и Исса были людьми пожилыми, из уважаемых фамилий и рассудительные, но не пользовались особенным расположением Шамиля.» 

— Кавказскій сборникъ, Том 6. 1882.